# Dunstan av Canterbury
Dunstan, född 909, död 19 maj 988, var en ärkebiskop av Canterbury (961–980) som senare helgonförklarades, Sankt Dunstan. Han blev berömd för de många historierna om sin förmåga att ta itu med djävulen. 
Han inledde sin karriär vid Glastonbury, där han blev abbot 945. Klostret blomstrade under hans ledning, med en omfattande tillbyggnad av bevattningssystemet i det närliggande Somerset Levels. Vid kung Edwy av Englands trontillträde minskade Dunstans inflytande och han flyttade till Flandern. Då han återkom 957 tog han med sig benediktinska seder och blev biskop av Worcester och Londons stift 959, och 961 blev han ärkebiskop av Canterbury under kung Edgar av England. Han krönte Edgar 973 och senare efterträdarna Edvard Martyren och Ethelred II av England. Den mässordningen används fortfarande vid brittiska kröningsceremonier. 
Dunstan dog 988 och kanoniserades 1029.
Han är guldsmedernas skyddshelgon och arbetade själv som smed, målare och juvelerare. Engelsk litteratur innehåller många referenser till honom, till exempel i Charles Dickens En julsaga och i detta folkliga rim:
St Dunstan, as the story goes,
Once pull'd the devil by the nose
With red-hot tongs, which made him roar,
That he was heard three miles or more.
Ungefär:
S:t Dunstan, enligt historien,
drog djävulen i nosen
med glödheta tänger, vilken fick honom att vråla
så det hördes tre miles eller mer.
Från detta har tänger blivit en symbol för S:t Dunstan och kan ses i vapenskölden för Tower Hamlets.
En annan berättelse beskriver hur Dunstan spikade fast en hästsko på djävulens hov, då han skulle sko om djävulens häst. Djävulen fick gå därifrån först efter att ha lovat att aldrig gå in i ett hus med en hästsko över dörren. Detta påstås vara bakgrunden till hästskon som lyckosymbol.
Enligt ytterligare en legend skall Dunstan ha flyttat en kyrka i England genom att knuffa den en bit i önskad riktning.
Dunstans festdag är 19 maj.